# Mörsdorf (Freystadt)
Mörsdorf ist eine ehemalige Gemeinde und seit der Gebietsreform in Bayern ein Gemeindeteil der Stadt Freystadt im Landkreis Neumarkt in der Oberpfalz in Bayern.

## Lage
Das Pfarrdorf Mörsdorf liegt in der Frankenalb auf der Jurahochfläche auf 424 m ü. NHN und ist von der Altstadt des Gemeindesitzes etwa drei Kilometer in westlicher Richtung entfernt. Zwei Kilometer südlich von Mörsdorf führt der Main-Donau-Kanal vorbei.

## Geschichte
1206 bis 1441 sind Mörsdorfer Ortsadelige genannt (1236 Wichmannus de Mersdorf, 1349 Ulrich von Merstorf, Dekan am neuen Stift zu Spalt, 1352 Heinrich Stezman von Mersdorf und Chunrad der Schelle von Mersdorf, 1369 Heinrich der Merstorfer, 1403 Reichart der Merstorfer). 1322 verkaufte Konrad von Jahrsdorf, vermutlich ein Ministeriale der Herren von Stein, dem 1249 von den Wolfsteinern gestifteten Kloster Seligenporten ein Rodungsgut zwischen „Merstorf“ und Meckenhausen; das Kloster war bereits von den Stiftern mit Besitz in Mörsdorf ausgestattet worden. In einer Nachricht von 1378 erfährt man, dass Mörsdorf eine Filiale der Urpfarrei St. Marien in Ebenried ist. Als 1427 Markgraf Friedrich von Brandenburg und Johann Pfalzgraf bei Rhein die Herrschaft Hilpoltstein unter sich teilten, erhielt der Markgraf Veste und Stadt Hilpoltstein mit den Zugehörungen Meckenhausen und „Mersdorff“. 1438 gab der Markgraf Mörsdorf wieder zurück. Infolge der Verpfändung des Amtes Hilpoltstein durch den verschuldeten Pfalzgrafen Ottheinrich 1542 an die Stadt Nürnberg wurde die Pfarrei Ebenried und damit auch Mörsdorf der Reformation unterworfen. Bei der Wiedereinlösung des Pfandes 1578 kam die protestantische Neuburgische Kirchenordnung zur Geltung. Die Gegenreformation von 1627 führte zu Verwicklungen und Streit unter den Konfessionen, der sich bis ins 20. Jahrhundert fortsetzte. Heute ist Ebenried geteilt, es gibt eine Kirche der evangelischen und eine der katholischen Konfession, die Kirche in Mörsdorf entspricht der katholischen Konfession.

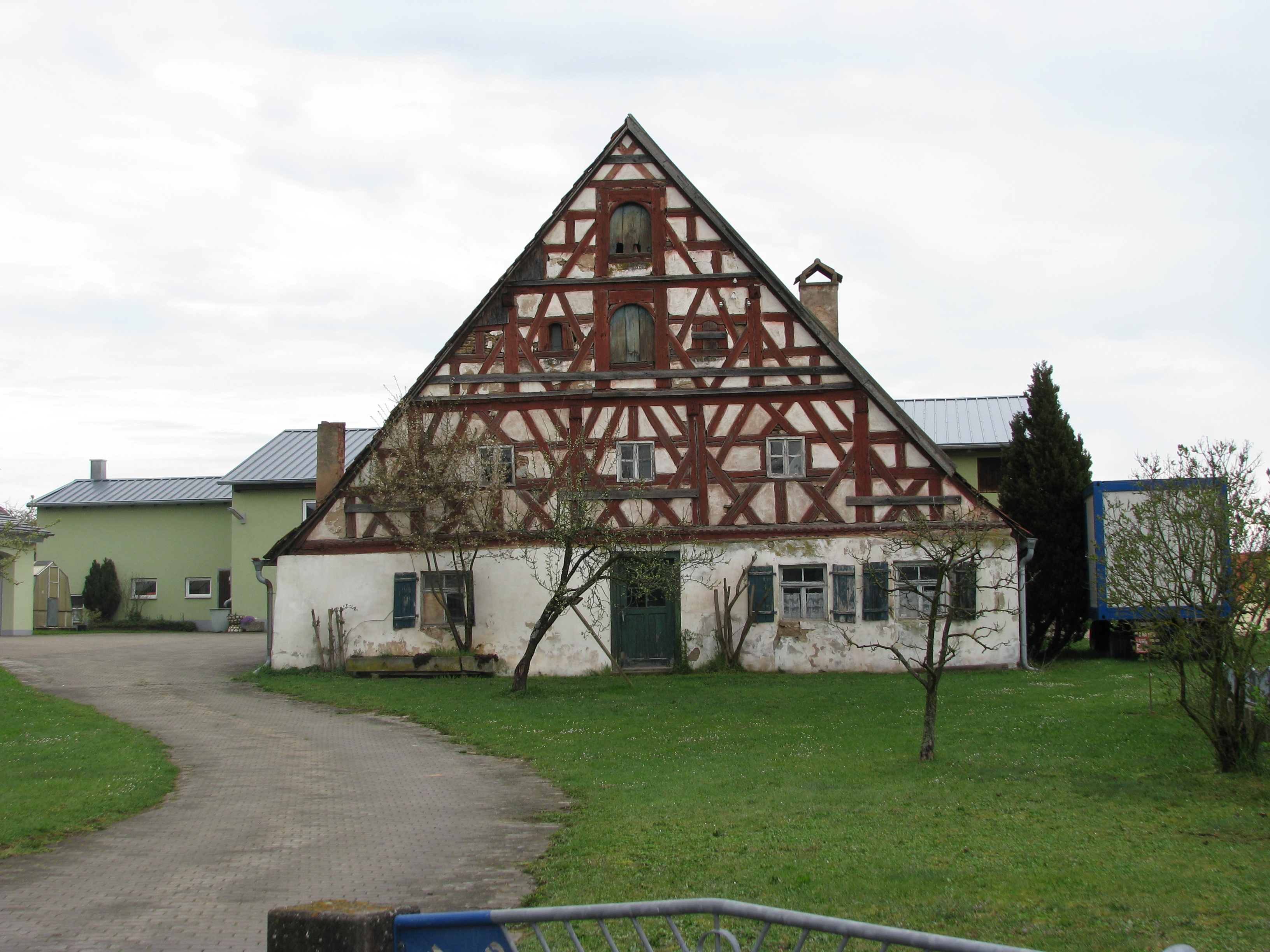
Haus mit Fachwerkgiebel aus dem 17. Jahrhundert

Im 16. Jahrhundert umfasste Mörsdorf 54 „Mannschaften“ (= Höfe), zwölf davon gehörten zur Herrschaft Stein. Acht Höfe waren „unbezimmert“, diese Anwesen lagen wohl infolge des Dreißigjährigen Krieges öd. 1662 wurde das Schul- und Mesnerhaus neu gebaut, nachdem die 1643 abgebrannte Kirche 1656 neu errichtet worden war. 1682 war die Doppelmauer um die Kirche noch vorhanden. 1759 wurde ein neues Schulhaus erbaut. Gegen Ende des Alten Reiches, um 1800, bestand Mörsdorf aus 64 Untertanenanwesen. Sie unterstanden hochgerichtlich dem kurfürstlich-baierischen Pflegamt Hilpoltstein, niedergerichtlich dem Landrichteramt Allersberg. Die Gemeindeherrschaft übte das Landrichteramt Hilpoltstein aus. Die 63 Anwesen gehörten 15 verschiedenen Grundherren, die meisten (17) dem Rentamt Hilpoltstein und (10) dem Klosterrichteramt Seligenporten. Sieben Nürnberger Grundherrschaften besaßen insgesamt 13 Anwesen. Drei Höfe waren frei eigen.
Im Königreich Bayern (1806) wurde der Steuerdistrikt Mörsdorf im Landgericht und Rentamt Hilpoltstein im späteren Mittelfranken gebildet, dem mehrere umliegende Orte und Einöden angehörten. Mit dem Gemeindeedikt von 1818 wurde die Ruralgemeinde Mörsdorf gebildet, die aus dem Ort Mörsdorf und dem Braunshof bestand.
1873 hatten die Bauern von Mörsdorf 20 Pferde und 371 Rinder; in der Gemeinde Mörsdorf gab es nach offizieller Zählung zu dieser Zeit 26 Pferde, 432 Rinder, 402 Schafe, 121 Schweine und vier Ziegen. 25 Jahre später gab es in der Gemeinde 12 Pferde, 449 Stück Rindvieh, 108 Schafe, 271 Schweine und vier Ziegen; die vermehrte Schweinehaltung bei gleichzeitigem Rückgang der Schafhaltung ist für diesen Zeitraum in vielen bayerischen Gemeinden zu beobachten.

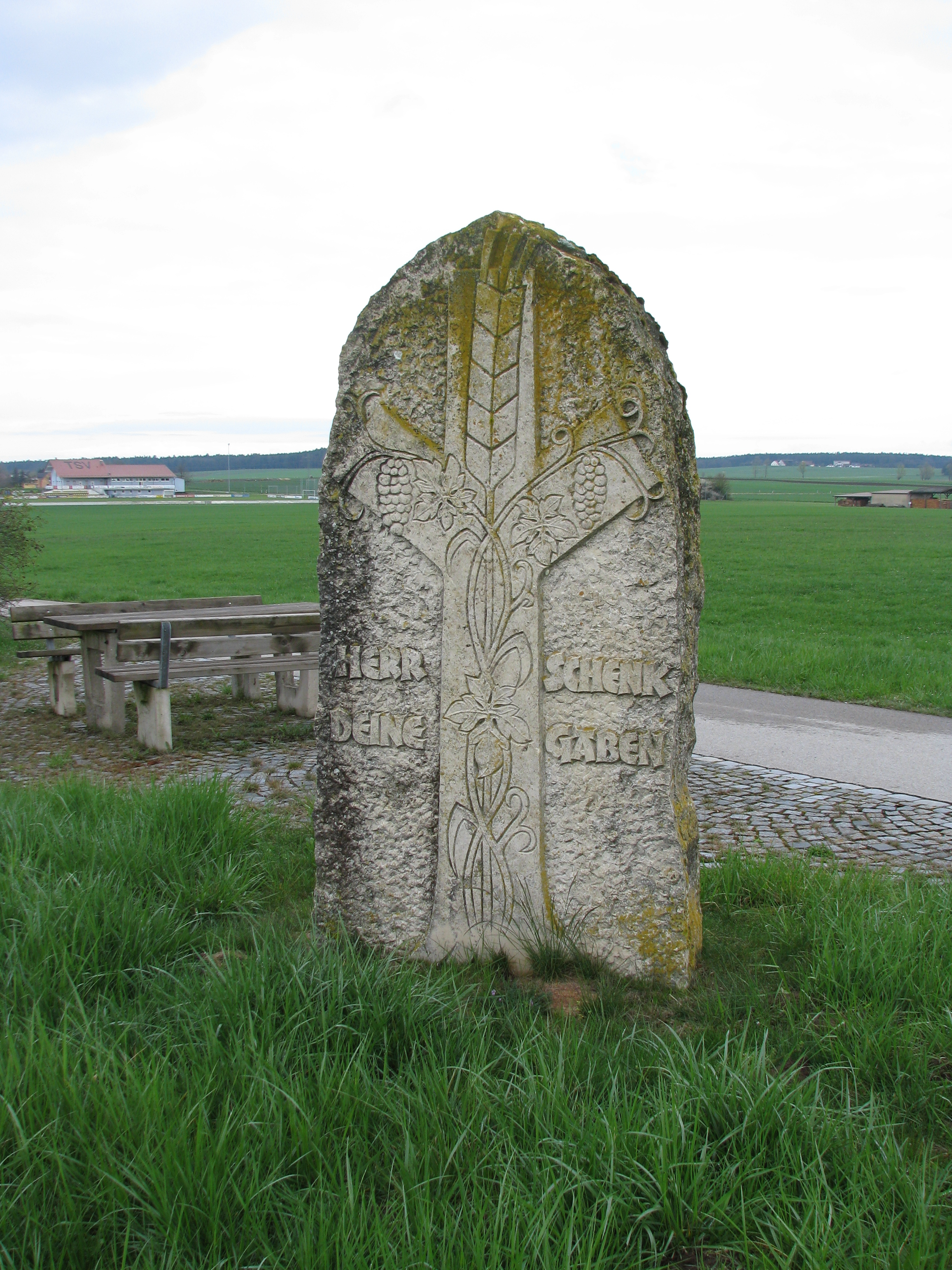
Gedenkstein an die Flurbereinigung

Mit der Gebietsreform in Bayern wurde die Gemeinde Mörsdorf aus dem mittelfränkischen Landkreis Hilpoltstein ausgegliedert und zum 1. Juli 1972 in die Stadt Freystadt im Landkreis Neumarkt in der Oberpfalz eingemeindet. Seitdem ist Mörsdorf einer von 33 Ortsteilen von Freystadt, der seit den 1980er Jahren stark anwächst. 1964 bis 1974 wurde die Flurbereinigungs-Maßnahme durchgeführt.
Einwohnerentwicklung des Ortes Mörsdorf:
- 1820: 287 (66 Anwesen)[12]
- 1871: 295 (199 Gebäude)[13]
- 1900: 330 (63 Wohngebäude)[14]
- 1938: 340 (nur Katholiken)[16]
- 1950: 377 (63 Anwesen)[12]
- 1961: 303 (70 Wohngebäude)[17]
- 1970: 332[18]
- 1987: 491 (123 Wohngebäude, 143 Wohnungen)[19]
- 31. Dezember 2016: 660[20]
- 30. September 2020: 689[21]

Einwohnerentwicklung der Gemeinde Mörsdorf:
- 1820: 319 (71 Anwesen)[12]
- 1871: 325 (215 Gebäude, 69 Wohngebäude)[13]
- 1900: 353 (352 Katholiken, 1 Protestant) (68 Wohngebäude)[14]

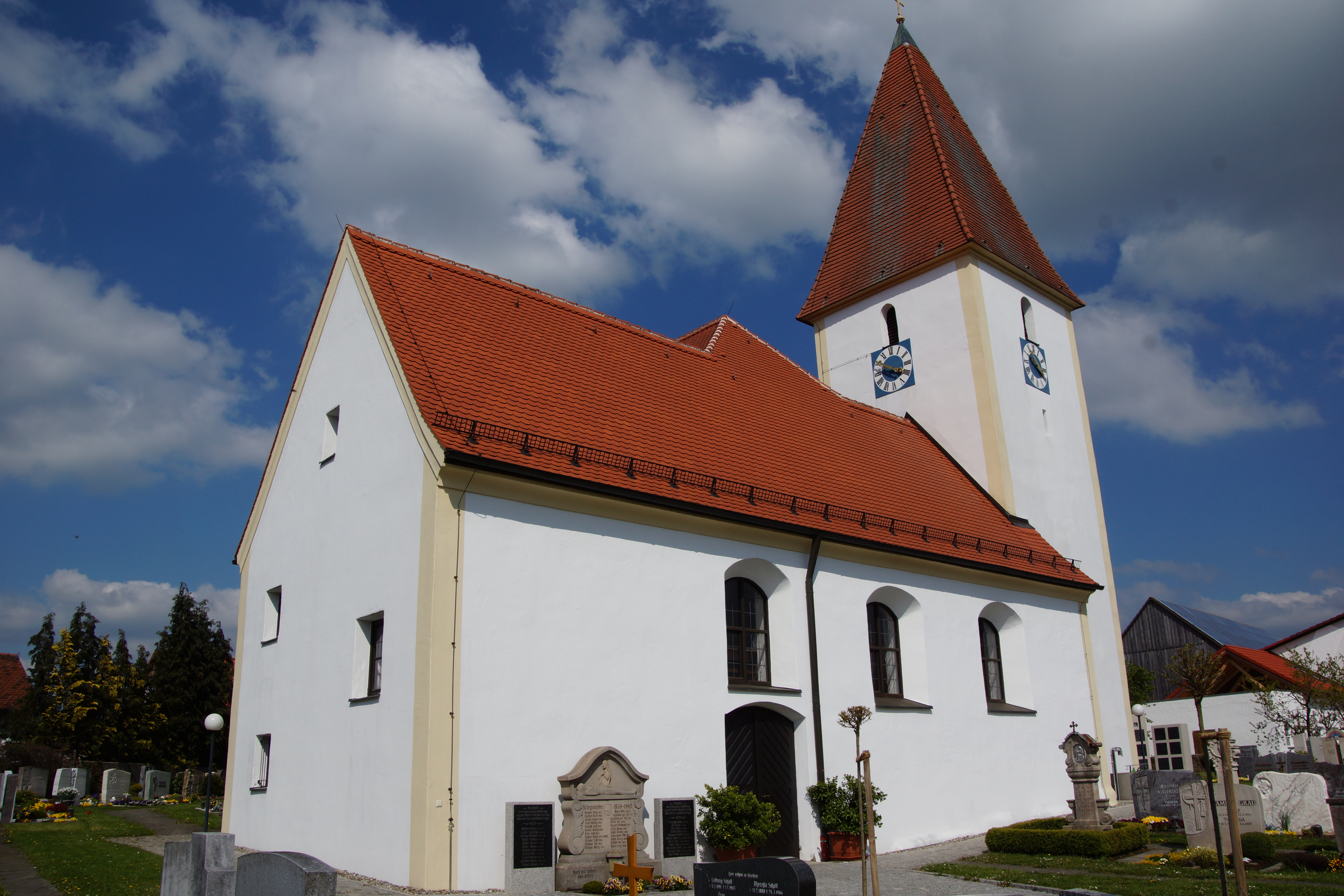
Pfarrkirche St. Blasius

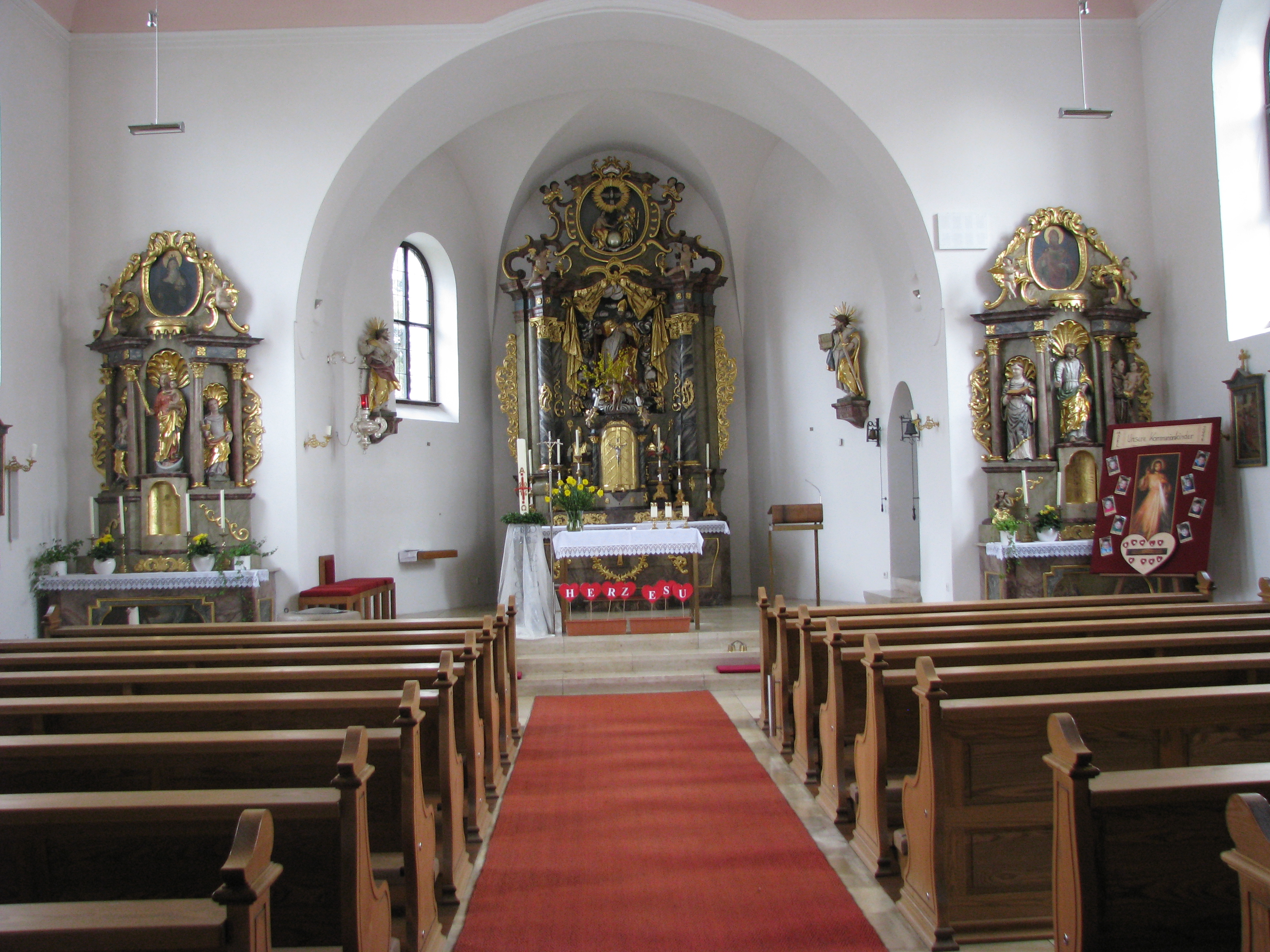
Inneres der Pfarrkirche

- 1938: 369 (nur Katholiken)[16]
- 1950: 409 (67 Anwesen)[12]
- 1961: 329 (74 Wohngebäude)[17]

## Katholische Pfarrkirche St. Blasius
Der Vorgängerbau war im Dreißigjährigen Krieg 1643 durch die Schweden niedergebrannt worden. Die Kirche wurde 1656 neu erbaut. 1701 wurde der Pfarrhof gebaut und 1707 die Pfarrei mit Ebenried als Filiale errichtet. Die Weihe der Kirche erfolgte um 1735 durch den Eichstätter Weihbischof, die Konsekration 1781. Die Ausstattung ist barock. 1901 kam eine neue Orgel von Edenhofer in Deggendorf in die Kirche; diese wurde 1921 auf 17 m Länge erweitert und bekam 1926 ein neues Geläute von vier Glocken. Die Kirche beherbergt ein mittelalterliches Taufbecken.

## TSV Mörsdorf

### Geschichte
Gründung des "TSV Mörsdorf" im Jahr 1947. Nach Auflösung 1959 kam es am 28. April 1962 zur Wiedergründung im Gasthaus Regensburger.

### Saison 2019/2020
Nach einer coronabedingten Unterbrechung stehen die Herren I in der Kreisklasse Süd nach 20 Spielen auf dem 3. Tabellenplatz.

## Baudenkmäler
Als solche gelten die Pfarrkirche St. Blasius, die Maria Hilf-Kapelle von 1826 (am Ortsende in Richtung Freystadt) und das Wohnstallhaus Am Weiher 2 mit Fachwerkgiebel aus dem 17. Jahrhundert sowie zwei weitere Wohnstallbauten aus dem 18./19. Jahrhundert.

## Verkehrsanbindung
Mörsdorf liegt an der Staatsstraße 2220, die von Freystadt her über Schöllnhof und Braunshof nach Mörsdorf und weiter über Mörlach nach Hilpoltstein führt. Im Osten von Mörsdorf zweigt von der Staatsstraße 2220 in nördlicher Richtung die Kreisstraße NM 40 ab, die über mehrere Orte zur Staatsstraße 2225 führt. Ebenfalls im Osten von Mörsdorf zweigt eine Gemeindeverbindungsstraße nach Michelbach zur Staatsstraße 2238 ab.